# Математичні таблиці
Математичні таблиці - це списки чисел, що показують результати розрахунку з різними аргументами. До того, як калькулятори стали дешевими і розповсюдженими, люди використовували такі таблиці, щоб спростити та пришвидшити обчислення. Таблиці логарифмів та тригонометричних функцій були поширені в математичних та наукових підручниках. Спеціалізовані таблиці були опубліковані для таких дисциплін, як астрономія, небесна навігація та статистика.

## Простий приклад
Для обчислення синусоїдної функції 75 градусів, 9 хвилин, 50 секунд за допомогою таблиці тригонометричних функцій, таких як таблиця Бернеггера 1619 року, потрібно округлити значення функції до 75 градусів, 10 хвилин, а потім знайти значення 10 хвилин, відкривши сторінку 75 градусів, яка показана на фото. Таке значення приблизно дорівнює 0,9666746.
Однак точне значення становить 4 знаки після коми. Якщо хтось хоче більшої точності, можна інтерполювати лінійно наступним чином:
З таблиці Бернеггер:
sin (75° 10′) = 0.9666746
sin (75° 9′) = 0.9666001
Різниця між цими значеннями становить 0.0000745.
Оскільки в хвилині 60 секунд, ми домножуємо різницю на 50/60, щоб отримати поправку значення: (50/60)*0.0000745 ≈ 0.0000621; і після цього додаємо отримане значення до sin (75° 9′) і в результаті отримуємо:
sin (75° 9′ 50″) ≈ sin (75° 9′) + 0.0000621 = 0.9666001 + 0.0000621 = 0.9666622
Сучасні калькулятори обчислюють значення sin (75° 9′ 50″) як 0.96666219991, отже наша інтерполізована відповідь відповідає 7-значній точності таблиці Бернеггера.
Для таблиць з більшою точністю (більше цифр для кожного значення) може знадобитися інтерполяція вищого порядку. У епоху до електронних комп'ютерів, інтерполяція даних таблиці була єдиним практичним способом отримання високоточних значень математичних функцій, необхідних для таких дисциплін, як навігація, астрономія та геодезичні дослідження.
Щоб зрозуміти важливість точності в такій науці, як навігація, зазначимо, що на рівні моря одна хвилина дуги вздовж екватора Землі або меридіана дорівнює приблизно одній морській милі (1,852 км або 1,151 миля).

## Історія і використання
Перші таблиці тригонометричних функцій, зроблені Гіппархом (приблизно 190 - 120 роки до н.е.) та Менелаєм Александрійським (приблизно 70 - 140 роки н.е.), були втрачені. На відміну від збереженої таблиці Птолемея (приблизно 90 - 168 роки н.е.) всі вони були таблицями хордей, а не півхордами, тобто синусоїдальною функцією. Таблиця, створена індійським математиком Арібахтою, вважається першою таблицею синусів, коли-небудь створеною. Таблиця Арібахти залишалася стандартною таблицею синусів Стародавньої Індії. Були безперервні спроби удосконалити точність цієї таблиці, кульмінацією якого було відкриття Мадхави з Сангамаграма (приблизно 1350 - 1425 роки н.е.) розширень силового ряду синусоїдних та косинусоїдних функцій, а також табуляція таблиці синусів Магдави з точним значенням до семи чи восьми знаків після коми.
Таблиці десяткових (загальних) логарифмів використовувалися для швидкого множення, ділення та експонування, включаючи добування кореня n-го порядку, ще до винаходу комп'ютерів та електронних калькуляторів.
Механічні машини спеціального призначення, відомі як різницеві двигуни, були запропоновані в XIX столітті для підрахунку поліноміальних наближень логарифмічних функцій, тобто для обчислення великих логарифмічних таблиць. Це було мотивовано в основному помилками в логарифмічних таблицях, зроблених обчислювачами того часу. Ранні цифрові комп'ютери були розроблені під час Другої світової війни частково для виробництва спеціалізованих математичних таблиць для прицілювання артилерії. З 1972 року, із запуском та збільшенням використання наукових калькуляторів, більшість математичних таблиць вийшли з експлуатації.
Однією з останніх великих зусиль з побудови таких таблиць був проект "Математичні таблиці", який був запущений в 1938 році як проект Адміністрації робіт з розвитку, на якому було задіяно 450 безробітних працівників для підрахунку вищих математичних функцій і який тривав протягом Другої світової війни.
Таблиці спеціальних функцій, як і раніше, використовуються. Наприклад, використання таблиць значень кумулятивної функції розподілу нормального розподілу - так звані стандартні звичайні таблиці - залишається звичним і сьогодні, особливо в школах.
Створення таблиць, що зберігаються в пам'яті довільного доступу, є загальним методом оптимізації коду в комп'ютерному програмуванні, де використання таких таблиць прискорює розрахунки в тих випадках, коли пошук по таблицях швидше, ніж відповідні розрахунки (особливо якщо комп'ютер, про який йде мова, не має апаратної реалізації розрахунків).

## Таблиці логарифмів

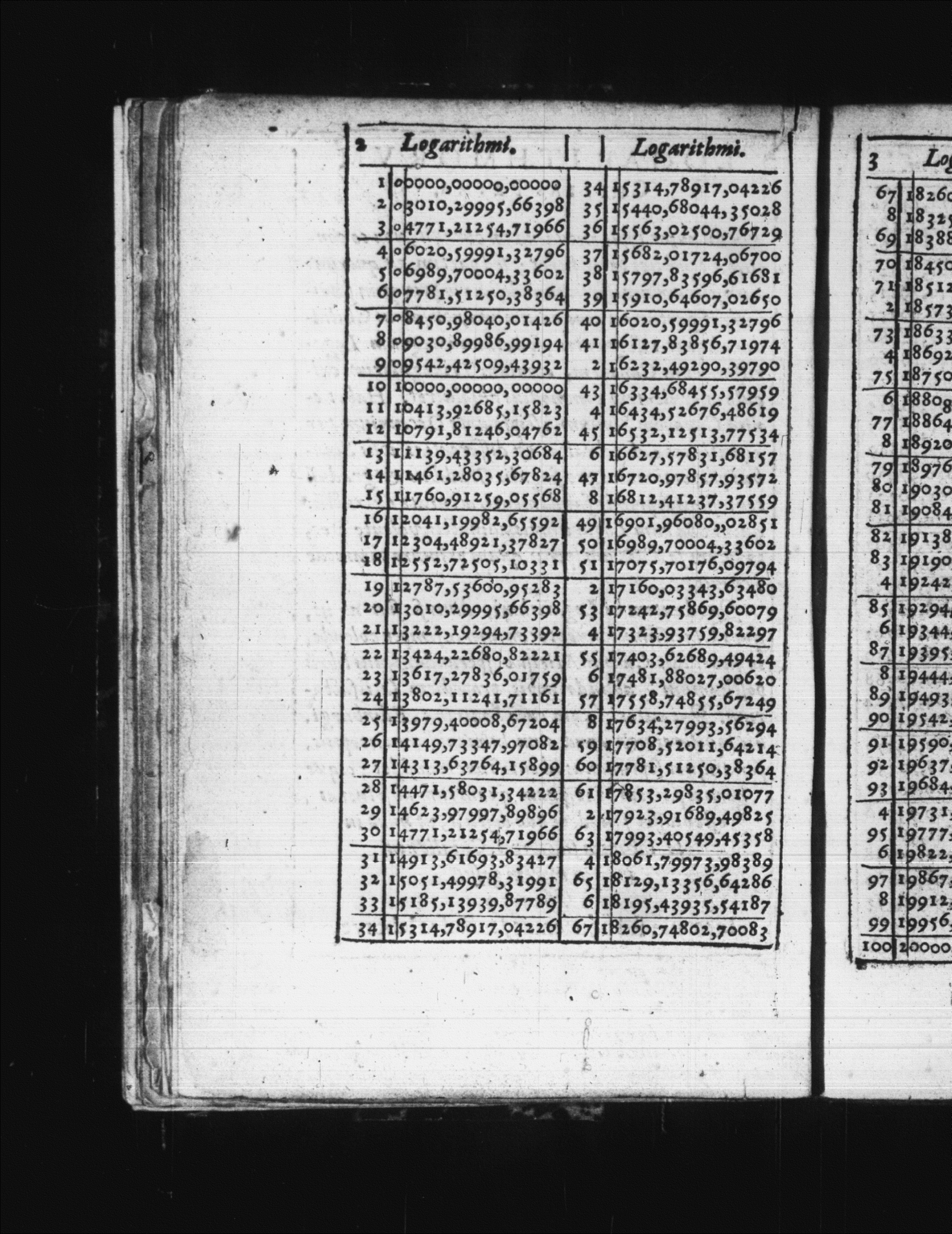
Сторінка з книги Генрі Бріггса „Logarithmorum Chilias Prima“ 1617 рік, яка показує логарифми цілих чисел (десяткової системи числення) від 0 до 67 (до чотирнадцяти десяткових знаків).

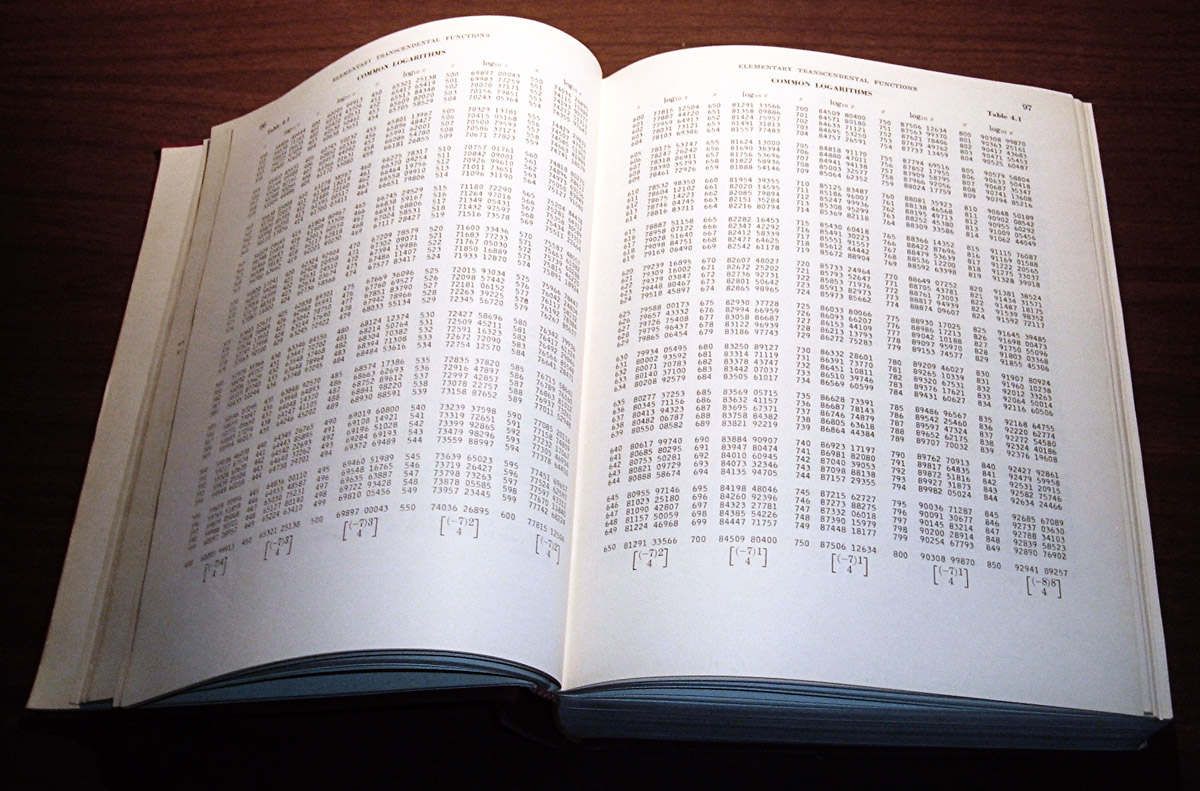
Частина таблиці 20-го століття загальних логарифмів у довіднику "Абрамович і Стегун".

Таблиці, що містять загальні (десяткові) логарифми, широко використовувались в обчисленнях ще до появи комп'ютерів та калькуляторів, оскільки логарифми перетворюють дії множення та ділення на набагато легші дії з додаванням і відніманням. Логарифми десяткової системи числення мають додаткову властивість, яка є унікальною та корисною: загальний логарифм чисел більший, ніж той, який відрізняється лише коефіцієнтом потужності десяти, має однакову дробову частину, відома як мантиса. Таблиці загальних логарифмів, як правило, включали лише мантиси; ціла частина логарифма, відома як характеристика, може бути легко визначена шляхом підрахунку цифр у вихідному номері.
Дробова частина загального логарифма чисел, більших за нуль, але менших одиниці, становить лише 1 мінус мантиса одного і того ж числа з десятковою крапкою, що зміщується праворуч від першої нульової цифри. Але та сама мантиса може бути (і була) використана для чисел менших одиниці, компенсуючи характеристику. Таким чином, одна таблиця загальних логарифмів може бути використана для всього діапазону додатних десяткових чисел. Див. також статтю про десятковий логарифм для більшої інформації про використання характеристики і мантиси десяткових логарифмів.

### Історія
Михаель Штифель опублікував книгу „Arithmetica integra“ в Нюрнберзі в 1544 році, яка містить таблицю цілих чисел і  вважалася ранньою версією логарифмічної таблиці.
Метод логарифмів опублікував Джон Непер 1614 року в книзі під назвою „Mirifici Logarithmorum Canonis Descriptio“ („Опис чудового правила логарифмів“). Книга містить п'ятдесят сім сторінок пояснення та дев'яносто сторінок таблиць, що стосуються неперових логарифмів. Англійський математик Генрі Бріґґз відвідав Непера в 1615 році і запропонував повторне масштабування його логарифмів, щоб сформувати те, що зараз називають загальними або десятковим логарифмом. Непер передав Бриґґзу розрахунки переглянутої таблиці і пізніше, в 1617 році, вони опублікували книгу „Logarithmorum Chilias Prima“ ("Тисяча перших логарифмів"), в якій коротко викладено логарифми та таблиці для перших 1000 цілих чисел (розрахованих до 14 чисел після коми).